# خرگیوش
خرگیوش فیلمی به کارگردانی و نویسندگی مانی باغبانی و تهیه‌کنندگی حبیب اسماعیلی محصول سال ۱۳۹۵ است.

## خلاصه داستان
پدر "آرش" (بابک حمیدیان) باید به خارج از کشور برود و قرار می‌شود دوستان آرش، "بابک" (سیامک انصاری) و "بهنود" (جواد عزتی)، کنار او بمانند تا تنها نباشد. در این میان آرش تصمیم می‌گیرد دکوراسیون داخلی خانه را تغییر بدهد. خانم طراح در اتاقی را باز می‌کند که "گوگو" (خرگوش آرش) داخل آن اتاق است و خرگوش فرار می‌کند. سپس این سه نفر به دنبال گوگو کمی از روزشان را به هدر می‌دهند. آرش می‌فهمد که امروز تولد دختر خانم طراح است و هیچ‌کدام از دوست‌هایش نمی‌توانند به جشن تولد او بیایند. برای همین، این سه نفر برای او جشن تولد می‌گیرند. نامزد آرش (مینا ساداتی) به خانهٔ آن‌ها می آید. آرش، بابک و دخترک دست به تیغ می‌زنند و دنبال بهنود می‌کنند تا ریش‌های بهنود را که به نظر دختر احمقانه می‌آمد بزنند. در قسمتی از فیلم این چهار نفر مسابقهٔ خوانندگی برگزار می‌کنند. و چون که تولد دخترک است او تصمیم می‌گیرد که جایزه چه باشد و او سیمرغ بلورین را انتخاب می‌کند. ولی بابک انگار که هیچ اتفاقی نیفتاده است می‌گوید من از بهرام(بهرام رادان) قرض می‌گیرم! چند دقیقه بعد پیک موتوری کیسه‌ای می‌آورد که درونش سیمرغ بلورین رادان قرار دارد. نامزد آرش هم از وجود بابک و بهنود با خبر می‌شود، هم از وجود دخترک. این پنج نفر باقی شب را با تفریح می‌گذرانند.

## بازیگران
- بابک حمیدیان در نقش آرش
- جواد عزتی در نقش بهنود
- سیامک انصاری در نقش بابک
- مینا ساداتی در نقش بیتا
- پانته‌آ سیروس در نقش خانم مرادی طراح دکوراسیون
- همایون ارشادی در نقش ایرج
- ملیکا شریفی‌نیا در نقش غزل
- امید روحانی
- بهرام رادان در نقش خودش
- مانیا علیجانی در نقش دانیال (دنیا)